# Implerstraße
Implerstraße - stacja metra w Monachium, na linii U3 i U6. Stacja została otwarta 27 listopada 1975.